# Antheroporum
Antheroporum é um género botânico pertencente à família Fabaceae.

## Espécies
- Antheroporum glaucum
- Antheroporum harmandii
- Antheroporum pierrei